# Трифенилвисмут
Трифенилвисмут — элементоорганическое вещество, простейшее арилпроизводное висмута с формулой Bi(C6H5)3, бесцветные кристаллы, не растворяется в воде, устойчивы на воздухе.

## Получение
- Действие реактива Гриньяра на хлорид висмута(III):

{\displaystyle {\mathsf {2BiCl_{3}+6C_{6}H_{5}MgBr\ {\xrightarrow {}}\ 2Bi(C_{6}H_{5})_{3}+3MgCl_{2}+3MgBr_{2}}}}
- Взаимодействие висмутида натрия с хлорбензолом:

{\displaystyle {\mathsf {Na_{3}Bi+3C_{6}H_{5}Cl\ {\xrightarrow {}}\ Bi(C_{6}H_{5})_{3}+3NaCl}}}
- Взаимодействие хлорида висмута(III) и дифенилртути:

{\displaystyle {\mathsf {2BiCl_{3}+3Hg(C_{6}H_{5})_{2}\ {\xrightarrow {}}\ 2Bi(C_{6}H_{5})_{3}+3HgCl_{2}}}}

## Физические свойства
Трифенилвисмут образует  бесцветные кристаллы
моноклинной сингонии, пространственная группа I 2/c, параметры ячейки a = 2,674 нм, b = 0,578 нм, c = 2,044 нм, β = 109,57°, Z = 8.

## Химические свойства
- Реагирует с галогенами:

{\displaystyle {\mathsf {Bi(C_{6}H_{5})_{3}+Cl_{2}\ {\xrightarrow {}}\ Bi(C_{6}H_{5})_{3}Cl_{2}}}}

## Токсичность
Соединение малотоксично. Для собак половинная летальная доза составляет 180 г/кг перорально и 12 г/кг при внутривенном введении.